# چیمگن (شهرستان لیلک)
چیمگن (به لاتین: Chimgen) یک منطقهٔ مسکونی در قرقیزستان است که در شهرستان لیلک واقع شده‌است. چیمگن ۰٫۸۷ کیلومتر مربع مساحت و ۳٬۳۲۵ نفر جمعیت دارد.